# Joseph Jeannesson
Joseph Jeannesson, né le 28 août 1779 à Saverne et mort le 21 janvier 1864 à Strasbourg est un des premiers préfets français du Premier Empire. Il a notamment été l’unique préfet de l’éphémère département de l’Ems-Oriental.

## Biographie
Joseph Jeannesson naît le 22 août ou le 28 août 1779 à Saverne. Sa famille est bien implantée dans la vie politique locale, son père Bernard Jeannesson, tout comme son grand-père Sébastien ayant été conseillers à la Régence de Saverne et vassaux richement dotés de l’évêque de Strasbourg. Sa famille n’est pourtant pas originaire de la région, son arrière grand-père Baptiste étant venu de Liesse, dans l’Aisne, pour occuper le poste d’intendant de la forteresse de Fort-Louis à la fin du XVIIe siècle. Sa mère, Anne Marie Monet, n’est pas non plus de la région, étant née à Nancy-sur-Cluses, en Haute-Savoie. Son père meurt toutefois lorsqu’il a quatorze ans, suivi quatre ans plus tard de sa mère ; François Ostermann, son oncle par alliance et futur maire de Saverne, devient alors son tuteur légal.
Avant cette date, Joseph Jeannesson est scolarisé à l’école des Récollets de Saverne. Après ses dix-huit ans, il entre à l’école centrale de Strasbourg et son tuteur lui fait en outre donner des cours particuliers de langue, de maniement des armes et de musique. Au printemps 1799 il quitte Strasbourg pour Chalon-sur-Marne, où il suit les cours de l’École d’application de l’artillerie. Il en sort avec le grade de sous-lieutenant de l’artillerie, mais ne semble pas s’être particulièrement illustré dans ce rôle.
C’est surtout son mariage le 27 juin 1806 avec Anne Marie Mouton, la fille ou la sœur de Georges Mouton qui lui permet de grimper l’échelle sociale. C’est sans doute par son intermédiaire qu’il est nommé le 7 mars 1806 conseiller de préfecture du Haut-Rhin puis le 23 avril 1807 sous-préfet de Deux-Ponts. C’est de nouveau lui qui sollicite l’attribution à Joseph Jeannesson de la préfecture de la Sarre, en mettant en avant sa connaissance de l’allemand. 

## Préfet de l'Ems Oriental
La demande est partiellement accordée : Joseph Jeannesson devient bien préfet le 30 novembre 1810, mais de l’Ems-Oriental plutôt que de la Sarre. Il tarde cependant à rejoindre son poste, ne prenant ses fonctions que le 26 février 1811, après avoir été réprimandé par le ministre de l’Intérieur pour sa lenteur.

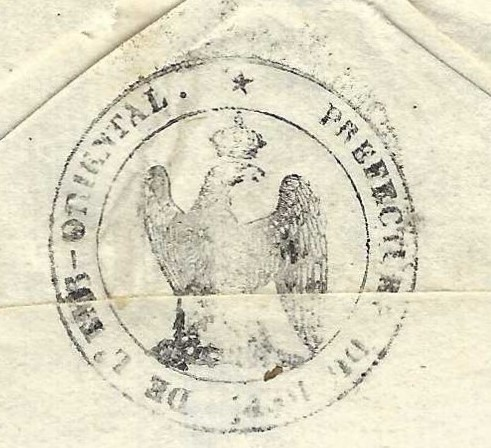
cachet du préfet de l'Ems Oriental Jeannesson au verso d'une lettre signée de sa main

Le poste qui lui a été confié est difficile, se situant en territoire occupé et à la pointe de l’avancée de l’armée française. Les revers de celle-ci lors de la campagne de Russie menacent notamment l’arrondissement. Ainsi, peu après la bataille de Leipzig, Joseph Jeannesson et sa famille sont capturés par des cosaques russes et emmené en captivité à la suite de la troupe. Il parvient toutefois à rentrer en France en mai 1814 grâce à l’intervention du général Koutousov,.

## Après le congrès de Vienne
Il entre alors dans une période difficile, ses biens ayant été pillés pendant la guerre et l’administration ne lui versant pas de pension, malgré ses demandes répétées. Ce n’est qu’en mars 1816 qu’il se voit allouer une pension de 3 000 francs ; aucun nouveau poste ne lui est toutefois accordé et il se voit contraint de vivre de cette rente.
Joseph Jeannesson s’installe alors à Strasbourg, dans une maison de la place Saint-Pierre-le-Vieux. Il semble alors atteint de troubles mentaux, ayant par exemple l’habitude de se promener en poussant une brouette contenant tous ses effets personnels ou de partir à pied en voyage sans prévenir personne, parfois jusqu’à Trèves,. Peu à peu il ne sort plus, se contentant de regarder par la fenêtre la majeure partie de la journée, et devient mutique, n’adressant même plus la parole à sa femme. celle-ci meurt le 27 septembre 1861 et son mari la suit le 21 janvier 1864.